# ستيفان ريستوفسكي (لاعب كرة قدم)
ستيفان ريستوفسكي (21 ديسمبر 1992 بجمهورية مقدونيا - ) هو لاعب كرة قدم مقدوني في مركز الدفاع. لعب مع نادي تساليه ونادي فاردار وNK Šmartno 1928 ‏.

## وصلات خارجية
- ستيفان ريستوفسكي على موقع قاعدة بيانات كرة القدم.إي يو (الإنجليزية)
- ستيفان ريستوفسكي على موقع Soccerway.com (الإنجليزية)
- ستيفان ريستوفسكي على موقع عالم كرة القدم.نت (الإنجليزية)
- ستيفان ريستوفسكي على موقع عالم كرة القدم.نت (الإنجليزية)